# Nanda Devi
O Nanda Devi é um dos picos mais altos do Himalaia, com 7.816 m de altitude. É a segunda mais alta da Índia e a 23ª do mundo situando-se no estado de Uttaranchal. . Tem proeminência topográfica de 3139 m e isolamento topográfico de 287,97 km.
Assim que uma expedição anglo-americana escala até ao topo em 1936, torna-se no cume mais alto até então escalado, assim permanecendo até à primeira escalada ao Annapurna em 1950.
Os Parques Nacionais de Nanda Devi e do Vale das Flores estão classificados como Património Mundial pela UNESCO.

## Imagens

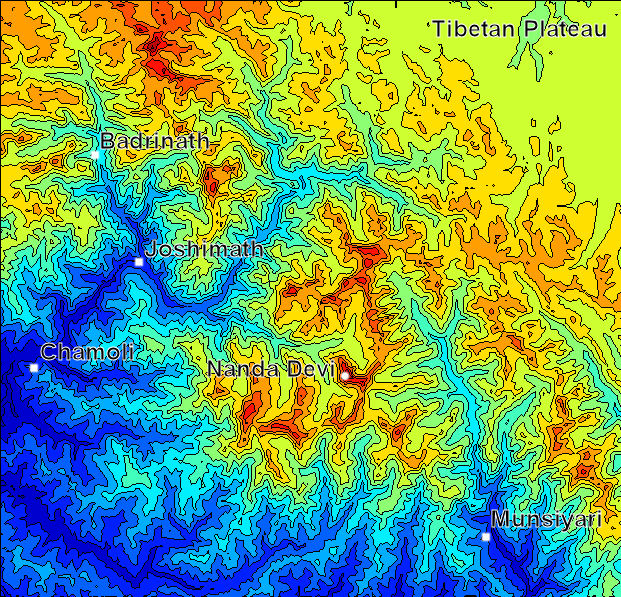
Carta hipsométrica da zona do Nanda Devi